# Plešivec, Šentvid ob Glini
Plešivec (nemško Tanzenberg) je naselje v Občini Šentvid ob Glini v Okraju Šentvid ob Glini na Koroškem v Avstriji.